# 緒方茂生
緒方 茂生（おがた しげお、1968年10月4日‐ ）は、佐賀県出身の元競泳選手。佐賀県立鳥栖高等学校から日本大学に進学、卒業後ミズノに入った。オリンピックにはロサンゼルスオリンピック、1988年ソウルオリンピック、1992年バルセロナオリンピックと3大会連続で出場を果たした。

## 来歴
小学校時代から頭角を表し、小学生で初めて100m自由形で1分を切ってニュースで話題となる。中学時代には自由形100mから1500mまでのすべての日本記録を保持する快挙を成し遂げた。特に100m自由形（52秒75）、200m自由形（1分53秒62）、400m自由形（3分59秒69）の中学記録は長らく中学生の高い壁であり続けた。
鳥栖高校の同級生には元広島東洋カープの緒方孝市がいる。ソウル五輪では200m自由形で1分51秒14の日本新記録を樹立、B決勝に進出し、自由形短距離の日本の存在感を示した。ソウル五輪以降は振るわなかったが、バルセロナ五輪選考会では400m自由形を制して奇跡の復活を成し遂げ、五輪3大会連続出場を成し遂げた。
現役引退後もアテネオリンピック日本選手団の役員となったり、カナダ・モントリオールで行われた2005年世界水泳選手権のテレビ解説などを行っている。2007年には世界のトップ選手を集めた「世界競泳2007・イン・ジャパン大会」の企画・運営を行うミートディレクターとなった。

## 記録
- インターハイ
  - 1984年 100m自由形優勝 53秒70, 200m自由形 1分55秒04
  - 1985年 100mバタフライ 57秒87